# Ефект Ханле
Ефект Ханле — магнітооптичний ефект, який полягає в зміні діаграми спрямованості і зменшенні ступеня поляризації світла резонансної частоти, розсіяного атомами, що перебувають у слабому магнітному полі. Характер зміни поляризації залежить від величини магнітного поля і напрямку спостерженя. Використовується в спектроскопії для визначення характеристики tg атомних рівнів, де t — час життя рівня, а g — гіромагнітне співвідношення. Також лежить в основі вимірювання слабких магнітних полів.

## Класичне пояснення
При взаємодії із лінійно поляризованим світлом резонасної частоти атом переходить у збуджений стан. У цьому стані його можна розглядати як диполь орієнтований вздовж електричного вектора збуджуючого світла і який характеризується певним часом затухання коливань. Збуджений диполь є вторичним джерелом лінійно поляризованого випромінювання, інтесивність якого залежить від кута між віссю диполя і напрямком спостереження. У магнітному полі, напрям якого не співвпадає з віссю диполя, диполь починає прецесувати, внаслідок чого періодично змінюється його орієнтація і відповідно повертається площина поляризації випромінювання. Якщо характерний час затухання коливань диполя малий у порівнянні з періодом прецесії, то величина зміни ступення поляризації є малою як і кут повороту площини поляризації. Якщо характерний час затухання коливань диполя великий у порівнянні з періодом прецесії, то за час одного випромінення диполя повернеться багато разів, тому при спостереженнях вздовж осі диполя поляризація взагалі відсутня. Аналогічно при збудженні атома світлом з круговою поляризацією.

## Квантове пояснення
З точки зору квантової теорії ефект Ханле виникає внаслідок того, що в магнітному полі знімається виродження за квантовим магнітним числом.